# سینی پخت‌وپز

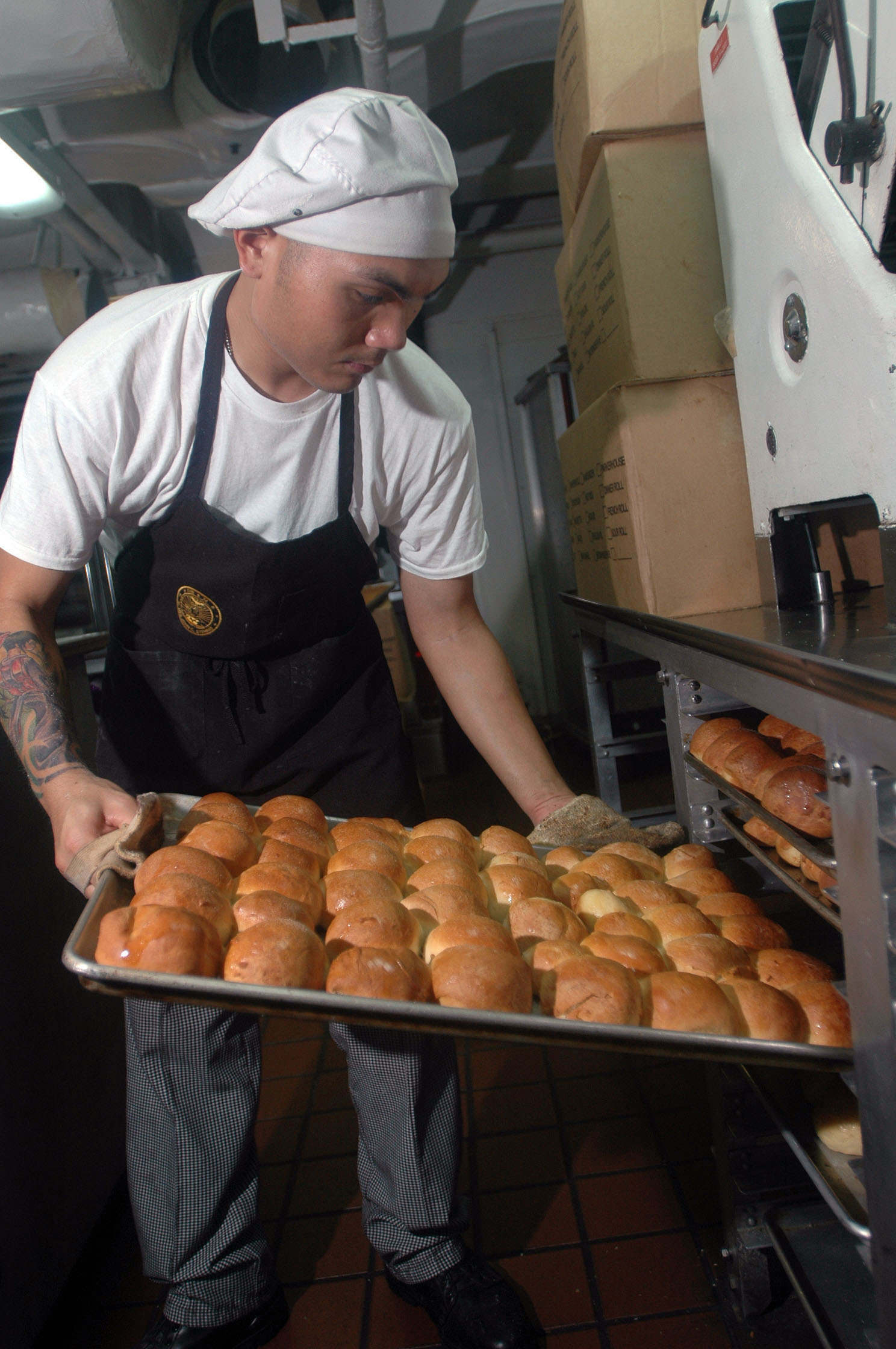
یک نانوا یک تابه داغ پر از رول‌های نان را بر روی یک قفسه خنک کننده قرار می‌دهد.

سینی پخت‌وپز (به انگلیسی: Baking sheet) که همچنین به آن تابه پخت‌وپز (به انگلیسی: Baking pan) یا تابه ورقی (به انگلیسی: Sheet pan) هم گفته می‌شود، یک تابه فلزی مستطیلی و مسطح است که در فر قرار داده می‌شود و برای پخت شیرینی‌هایی مانند نان رول، کلوچه، کیک تخته‌ای، کیک رولت و پیتزا استفاده می‌شود.